# Les Leston
Alfred Lazarus Fingleston, bekannt als Les Leston, (* 16. Dezember 1920 in Nottingham; † 13. Mai 2012 in Eastbourne) war ein britischer Autorennfahrer.

## Karriere
Les Leston war in den frühen 1950er Jahren einer der besten Rennfahrer in der damals noch jungen britischen 500-cm³-Formel-3-Szene. 1952 feierte er seinen ersten Sieg auf dem Kontinent, als er den Großen Preis von Luxemburg gewann. Nachdem er sowohl 1952 als auch 1953 Zweiter in der Meisterschaft wurde, sicherte er sich 1954 den Titel eines britischen Formel-3-Meisters auf einem Werks-Cooper.
Neben einem Engagement bei John Willment, dessen Cooper-Sportwagen er in der Sportwagen-Weltmeisterschaft fuhr, debütierte Leston 1956 beim Großen Preis von Italien in der Formel 1. Auf einem Werks-Connaught Type B fiel er nach einem technischen Defekt aus. Mit demselben Auto wurde er wenige Wochen später Dritter bei der Richmond Trophy.
1957 fuhr er einen Formel-2-Cooper T43 bei nationalen Rennen, einen Werks-BRM P25 beim britischen Grand Prix in Aintree und wurde beim 1000-km-Rennen auf dem Nürburgring Sechster auf einem Aston Martin.
Nach einem schweren Unfall in Caen 1958 konzentrierte sich Leston vermehrt auf den Aufbau seines Unternehmens, das Rennbekleidung herstellte. Bis in die frühen 1960er Jahre war er aber ein ständiger Gast bei britischen Clubrennen mit seinem Lotus Elite.

## Statistik

### Statistik in der Automobil-Weltmeisterschaft

#### Gesamtübersicht
| Saison | Team                     | Chassis          | Motor       | Rennen | Siege | Zweiter | Dritter | Poles | schn. Rennrunden | Punkte | WM-Pos. |
| ------ | ------------------------ | ---------------- | ----------- | ------ | ----- | ------- | ------- | ----- | ---------------- | ------ | ------- |
| 1956   | Connaught Engineering    | Connaught Type B | Alta 2.5 L4 | 1      | −     | −       | −       | −     | −                | −      | NC      |
| 1957   | Owen Racing Organisation | BRM P25          | BRM 2.5 L4  | 1      | −     | −       | −       | −     | −                | −      | NC      |
| Gesamt | Gesamt                   | Gesamt           | Gesamt      | 2      | −     | −       | −       | −     | −                | −      |         |

#### Einzelergebnisse
| Saison | 1   | 2 | 3 | 4   | 5 | 6 | 7   | 8 |
| ------ | --- | - | - | --- | - | - | --- | - |
| 1956   |     |   |   |     |   |   |     |   |
|        |     |   |   |     |   |   | DNF |   |
| 1957   |     |   |   |     |   |   |     |   |
|        | DNQ |   |   | DNF |   |   |     |   |

| Legende  | Legende            | Legende                                                          |
| Farbe    | Abkürzung          | Bedeutung                                                        |
| -------- | ------------------ | ---------------------------------------------------------------- |
| Gold     | –                  | Sieg                                                             |
| Silber   | –                  | 2. Platz                                                         |
| Bronze   | –                  | 3. Platz                                                         |
| Grün     | –                  | Platzierung in den Punkten                                       |
| Blau     | –                  | Klassifiziert außerhalb der Punkteränge                          |
| Violett  | DNF                | Rennen nicht beendet (did not finish)                            |
| Violett  | NC                 | nicht klassifiziert (not classified)                             |
| Rot      | DNQ                | nicht qualifiziert (did not qualify)                             |
| Rot      | DNPQ               | in Vorqualifikation gescheitert (did not pre-qualify)            |
| Schwarz  | DSQ                | disqualifiziert (disqualified)                                   |
| Weiß     | DNS                | nicht am Start (did not start)                                   |
| Weiß     | WD                 | zurückgezogen (withdrawn)                                        |
| Hellblau | PO                 | nur am Training teilgenommen (practiced only)                    |
| Hellblau | TD                 | Freitags-Testfahrer (test driver)                                |
| ohne     | DNP                | nicht am Training teilgenommen (did not practice)                |
| ohne     | INJ                | verletzt oder krank (injured)                                    |
| ohne     | EX                 | ausgeschlossen (excluded)                                        |
| ohne     | DNA                | nicht erschienen (did not arrive)                                |
| ohne     | C                  | Rennen abgesagt (cancelled)                                      |
| ohne     | keine WM-Teilnahme |                                                                  |
| sonstige | P/fett             | Pole-Position                                                    |
| sonstige | 1/2/3/4/5/6/7/8    | Punktplatzierung im Sprint-/Qualifikationsrennen                 |
| sonstige | SR/kursiv          | Schnellste Rennrunde                                             |
| sonstige | *                  | nicht im Ziel, aufgrund der zurückgelegten Distanz aber gewertet |
| sonstige | ()                 | Streichresultate                                                 |
| sonstige | unterstrichen      | Führender in der Gesamtwertung                                   |

### Le-Mans-Ergebnisse
| Jahr | Team             | Fahrzeug              | Teamkollege     | Platzierung     | Ausfallgrund |
| ---- | ---------------- | --------------------- | --------------- | --------------- | ------------ |
| 1955 | Lance Macklin    | Austin-Healey 100S    | Lance Macklin   | Ausfall         | Unfall       |
| 1957 | David Brown      | Aston Martin DBR1/300 | Roy Salvadori   | Ausfall         | Ölpumpe      |
| 1960 | Standard Triumph | Triumph TR4S          | Mike Rothschild | nicht klassiert |              |
| 1961 | Standard Triumph | Triumph TR4S          | Rob Slotemaker  | Rang 11         |              |

### Einzelergebnisse in der Sportwagen-Weltmeisterschaft
| Saison | Team                       | Rennwagen               | 1   | 2   | 3   | 4   | 5   | 6   | 7   | 8   | 9   | 10  | 11  | 12  | 13  | 14  | 15  |
| ------ | -------------------------- | ----------------------- | --- | --- | --- | --- | --- | --- | --- | --- | --- | --- | --- | --- | --- | --- | --- |
| 1955   | Lance Macklin              | Austin-Healey 100       | BUA | SEB | MIM | LEM | RTT | TAR |     |     |     |     |     |     |     |     |     |
| 1955   | Lance Macklin              | Austin-Healey 100       | DNF |     |     |     |     |     |     |     |     |     |     |     |     |     |     |
| 1957   | Aston Martin               | Aston Martin DBR1       | BUA | SEB | MIM | NÜR | LEM | KRI | CAR |     |     |     |     |     |     |     |     |
| 1957   | Aston Martin               | Aston Martin DBR1       |     |     |     | 6   | DNF |     |     |     |     |     |     |     |     |     |     |
| 1958   | M. Trimble                 | Lotus Eleven            | BUA | SEB | TAR | NÜR | LEM | RTT |     |     |     |     |     |     |     |     |     |
| 1958   | M. Trimble                 | Lotus Eleven            |     |     | DNF |     |     |     |     |     |     |     |     |     |     |     |     |
| 1960   | Triumph                    | Triumph TR4             | BUA | SEB | TAR | NÜR | LEM |     |     |     |     |     |     |     |     |     |     |
| 1960   | Triumph                    | Triumph TR4             |     | DNF |     |     |     |     |     |     |     |     |     |     |     |     |     |
| 1961   | Les Leston Triumph         | Lotus Elite Triumph TR4 | SEB | TAR | NÜR | LEM | PES |     |     |     |     |     |     |     |     |     |     |
| 1961   | Les Leston Triumph         | Lotus Elite Triumph TR4 |     |     | 34  | 11  |     |     |     |     |     |     |     |     |     |     |     |
| 1962   | Vögele & Leston Les Leston | Lotus Elite             | DAY | SEB | SEB | MAI | TAR | BER | NÜR | LEM | TAV | CCA | RTT | NÜR | BRI | BRI | PAR |
| 1962   | Vögele & Leston Les Leston | Lotus Elite             |     |     |     |     |     |     | DNF |     |     |     | 19  |     |     |     |     |